# آتیلا سالوسترو
آتیلا سالوسترو (به ایتالیایی: Attila Sallustro) بازیکن فوتبال و اهل ایتالیا است که از سال ۱۹۲۹ میلادی عضو تیم ملی فوتبال ایتالیا بوده و در ۲ بازی ملی حضور داشته‌است. او در بازی‌های ملی‌اش ۱ گل به ثمر رساند.
آتیلا سالوسترو آخرین بازی ملی خود را در سال ۱۹۳۳ میلادی انجام داد.